# Оберелсбах
Оберелсбах (њем. Oberelsbach) град је у њемачкој савезној држави Баварска. Једно је од 37 општинских средишта округа Рен-Грабфелд. Према процјени из 2010. у граду је живјело 2.782 становника. Посједује регионалну шифру (AGS) 9673149.

## Географски и демографски подаци
Оберелсбах се налази у савезној држави Баварска у округу Рен-Грабфелд. Град се налази на надморској висини од 420 метара. Површина општине износи 67,6 km². У самом граду је, према процјени из 2010. године, живјело 2.782 становника. Просјечна густина становништва износи 41 становника/km².

## Међународна сарадња
| Мјесто | Држава    | Врста сарадње | Од    |
| ------ | --------- | ------------- | ----- |
|        | Француска | партнерство   | 1982. |
| Извор  |           |               |       |